# Aristotelian Society
Die Aristotelian Society for the Systematic Study of Philosophy, meist kurz die Aristotelian Society genannt, ist eine philosophische Gesellschaft in England.
Sie wurde am 19. April 1880 in einem Haus am Bloomsbury Square in London gegründet. Zu ihren Präsidenten zählten unter anderem Bertrand Russell, Gilbert Ryle, Karl Popper, G.E.M. Anscombe, Jennifer Hornsby und David Papineau. In den Vereinsberichten, den Proceedings of the Aristotelian Society, sind philosophische Artikel erschienen.